# Lugano (jezero)
Lugano (tal.: Lago Lugano ili Lago Ceresio) je ledenjačko jezero koje se nalazi između jezera Como i Maggiore na granici Švicarske i Italije.
O jezeru po imenu Ceresio prvi je pisao Sveti Grgur iz Toursa 590., vjeruje se da mu je ime dato još za antike zbog brojnih stabala trešanja uz njegove obale (cerasus, lat. trešnja).

## Zemljopis
Jezero Lugano leži na nadmorskoj visini od 271 m, u podnožju Alpa, izduženog je nepravilnog oblika, a zapadni rukavac mu je gotovo odsječen od glavnine jezera. 
Jezero ima površinu od 49 km², od tog je 31 km² u švicarskom kantonu Ticino, a ostatak leži u talijanskoj Lombardiji. Najveća dužina jezera je 35 km, a širina 3 km, najveću dubina mu iznosi 288 m.
Jezero Lugano pune vodom brojni planinski brzaci, a otječe rijekom Tresa u Jezero Maggiore.
Između Melide i Bissonea u Švicarskoj (južno od Lugana), jezero je jako plitko pa je tu podignut veliki kameni nasip za željezničku prugu i cestu.
Osim oko Zaljeva Lugano, šumovite strme obale jezera su nenaseljene, za razliku od većih talijanskih alpskih jezera, a sjeveroistočni rukavac jezera je omeđen strmim, stjenovitim planinama.
Najveće naselje u jezero je švicarski grad Lugano.
U jezero se ulijeva rijeka Cassarate.

## Vanjske poveznice
|  | Zajednički poslužitelj ima još gradiva o temi Lugano (jezero) |